# 胡安·迈尔
胡安·迈尔·马尔多纳多（Juan Mayr Maldonado，1952年5月27日—）是哥伦比亚的一位摄影师和环保人士。胡安·迈尔于1993年到1996年担任世界自然保护联盟副主席。1998年，成为哥伦比亚环境部长。他还是联合国生物研究安全性会议主席。

## 生平
胡安·迈尔于1993年获得戈德曼环保奖，他为了保护圣玛尔塔内华达山脉的生物多样性，住在科吉两年，并于1986年成立圣玛尔塔内华达山脉基金会。1994年，哥伦比亚政府归还19500公顷的土地给内华达山脉的土著居民。

## 选本
- Mayr Maldonado, Juan.  (Article). Resurgence. No. 250. September–October 2008  [2010-09-29]. ISSN 0034-5970. （原始内容存档于2020-11-27） （英语）.